# Staunton (Virginia)
Staunton ([ˈstɛntən]) ist eine Independent city im US-amerikanischen Bundesstaat Virginia. Im Jahr 2020 lebten dort 25.750 Einwohner.
In der Nähe liegen die Natural Chimneys, ungewöhnliche Kalksteinhöhlen, die sich 40 Meter über der Wiesenlandschaft des Shenandoah Valleys erheben.

## Einwohnerentwicklung
| Jahr | Einwohner¹ |
| ---- | ---------- |
| 1980 | 21.857     |
| 1990 | 24.461     |
| 2000 | 23.853     |
| 2010 | 23.746     |
| 2016 | 24.363     |
| 2020 | 25.750     |

¹ 1980–2010: Volkszählungsergebnisse; 2016, 2020: Fortschreibung des US Census Bureau

## Politik
Die Stadt wird durch ein Council Manager Government verwaltet.
| City Manager        | City Manager           | Bürgermeister | Bürgermeister                 | Bürgermeister                     | stellv. Bürgermeister | stellv. Bürgermeister | stellv. Bürgermeister |
| Amtszeit            | Name                   | Amtszeit      | Name                          | Partei                            | Amtszeit              | Name                  | Partei                |
| ------------------- | ---------------------- | ------------- | ----------------------------- | --------------------------------- | --------------------- | --------------------- | --------------------- |
|                     |                        | 1982- 2006    | John Avoli                    | Rep.                              |                       |                       |                       |
| 2006– 30. Juni 2014 | Lacy B. King           | Ind.          |                               |                                   |                       |                       |                       |
| 2006– 30. Juni 2014 | Lacy B. King           | Ind.          | März 2007– 30. Juni 2019      | Stephen F. Owen                   |                       |                       |                       |
| 2014–2016           | Carolyn Whitfield Dull | Ind.          | März 2007– 30. Juni 2019      | Stephen F. Owen                   | 2014– 2016            | Ophie Alonzo Kier     | Ind.                  |
| 2016–2018           | Carolyn Whitfield Dull | Ind.          | März 2007– 30. Juni 2019      | Stephen F. Owen                   | 2016–2018             | Ophie Alonzo Kier     | Ind.                  |
| 2018– 30. Juni 2020 | Carolyn Whitfield Dull | Ind.          | März 2007– 30. Juni 2019      | Stephen F. Owen                   | 2018– 30. Juni 2020   | Ophie Alonzo Kier     | Ind.                  |
| 2018– 30. Juni 2020 | Carolyn Whitfield Dull | Ind.          | 1. Juli 2019– 19. Januar 2022 | Steven Rosenberg                  | 2018– 30. Juni 2020   | Ophie Alonzo Kier     | Ind.                  |
| 1. Juli 2020– heute | Andrea William Oakes   | Ind.          | 1. Juli 2019– 19. Januar 2022 | Steven Rosenberg                  | 1. Juli 2020– heute   | Mark Robertson        | Ind.                  |
| 1. Juli 2020– heute | Andrea William Oakes   | Ind.          | 20. Januar 2022– heute        | Leslie Beauregard (kommissarisch) | 1. Juli 2020– heute   | Mark Robertson        | Ind.                  |

## Söhne und Töchter der Stadt
- John E. Colhoun (1749–1802), US-Senator
- Joseph Calhoun (1750–1817), Politiker
- John Brown (1757–1837), US-Senator
- John Breckinridge (1760–1806), Jurist und Politiker
- Thomas Wilson (1765–1826), Politiker
- James Brown (1766–1835), Politiker (Demokratisch-Republikanische Partei)
- Parry Wayne Humphreys (1778–1839), Politiker
- James Coffield Mitchell (1786–1843), Politiker
- Robert Wilson (1803–1870), Politiker
- Alexander Hugh Holmes Stuart (1807–1891), Innenminister der USA
- John Brown Baldwin (1820–1873), Jurist, Politiker und Offizier
- Jacob C. Davis (1820–1883), Politiker
- Samuel Augustus Merritt (1827–1910), Politiker
- Joseph W. Fifer (1840–1938), Politiker
- James William Marshall (1844–1911), Politiker
- Jacob Yost (1853–1933), Politiker
- Woodrow Wilson (1856–1924), 28. Präsident der Vereinigten Staaten von Amerika
- Hugh Ike Shott (1866–1953), Politiker
- Eugene L. Opie (1873–1971), Pathologe und Mikrobiologe
- William Haines (1900–1973), Schauspieler
- William M. Bass (* 1928), Anthropologe
- Henry Shue (* 1940), Philosoph und emeritierter Professor für Politik und Internationale Beziehungen
- Francis Collins (* 1950), Leiter des Humangenomprojekts